# Tour du lac Qinghai 2023
La 22e édition du Tour du lac Qinghai (chinois simplifié : 环青海湖国际公路自行车赛 ; chinois traditionnel : 環青海湖國際公路自行車賽 ; pinyin : Huán Qīnghǎi hú guójì gōnglù zìxíngchē sài ; litt. « Tour cycliste routier international du lac Qinghai »), connu également sous l'appellation anglaise Tour of Qinghai Lake a lieu du 9 au 16 juillet 2023 en Chine. La course intègre le calendrier UCI ProSeries 2023, le deuxième niveau du cyclisme international, en catégorie 2.Pro. 

## Présentation

### Parcours
La course se déroule autour du lac Qinghai situé au centre et au nord de la Chine, compte huit étapes et un total de 1 334,43 km.

### Équipes
Vingt-deux équipes participent à ce Tour du lac Qinghai - cinq ProTeams, quatorze équipes continentales et trois équipes nationales :
| ProTeams (5)- Bolton Equities Black Spoke Pro Cycling - Burgos-BH - Euskaltel-Euskadi - Green Project-Bardiani CSF-Faizanè - Team Corratec-Selle Italia Équipes continentales (14)- 7 Eleven Cliqq-air21 by Roadbike Philippines - À Bloc CT - Bodywrap LTwoo Cycling Team - China Glory Continental Cycling Team - Li Ning Star - Medellín-EPM - Nusantara Cycling Team - Shandong Green Orange Continental Team - Shenzhen Xidesheng Cycling Team - St George Continental Cycling Team - Tarteletto-Isorex - Team Coop-Repsol - The Hurricane & Thunder Cycling Team - Tianyoude Hotel Cycling Team Équipes nationales (3)- Chine - Mongolie - Thaïlande |
| |

## Étapes
| Étape     | Date      | Villes étapes                                            | type              | Distance (km) | Dénivelé (m) | Vainqueur d'étape   | Leader du classement général |
| --------- | --------- | -------------------------------------------------------- | ----------------- | ------------- | ------------ | ------------------- | ---------------------------- |
| 1re étape | 9 juill.  | Xining – Xining                                          | étape de plaine   | 108,8         | 455 m        | Timothy Dupont      | Timothy Dupont               |
| 2e étape  | 10 juill. | Duoba – Xian de Guide                                    | étape de montagne | 132,35        | 1 888 m      | Nils Sinschek       | Nils Sinschek                |
| 3e étape  | 11 juill. | Xian de Guide – Xian autonome tu de Huzhu                | étape de montagne | 201,12        | 3 761 m      | Davide Baldaccini   | Wilmar Paredes               |
| 4e étape  | 12 juill. | Xian autonome tu de Huzhu – Xian autonome hui de Menyuan | étape vallonnée   | 188,69        | 2 541 m      | Frank van den Broek | Wilmar Paredes               |
| 5e étape  | 13 juill. | Xian autonome hui de Menyuan – Xian de Qilian            | étape de plaine   | 170           | 1 374 m      | Enrico Zanoncello   | Wilmar Paredes               |
| 6e étape  | 14 juill. | Xian de Qilian – Xihai                                   | étape vallonnée   | 205,95        | 2 602 m      | Attilio Viviani     | Wilmar Paredes               |
| 7e étape  | 15 juill. | Xihai – Xian de Gonghe                                   | étape vallonnée   | 127,25        | 1 249 m      | Henok Mulubrhan     | Eric Fagúndez                |
| 8e étape  | 16 juill. | Xian de Gonghe – Qaka                                    | étape de plaine   | 200,27        | 1 035 m      | Timothy Dupont      | Henok Mulubrhan              |

## Déroulement de la course

### 1reétape
| \| Classement de l'étape \| Classement de l'étape \| Classement de l'étape \| Classement de l'étape \| Classement de l'étape \| \| Coureur \| Coureur \| Pays \| Équipe \| Temps \| \| --------------------- \| --------------------------- \| --------------------- \| --------------------------------------- \| --------------------- \| \| 1er \| Timothy Dupont \| Belgique \| Tarteletto-Isorex \| 2 h 15 min 10 s \| \| 2e \| Martin Pluto \| Lettonie \| À Bloc CT \| + 0 s \| \| 3e \| Attilio Viviani \| Italie \| Team Corratec-Selle Italia \| + 0 s \| \| 4e \| Zhi Hui Jiang \| Chine \| Li Ning Star \| + 0 s \| \| 5e \| Henok Mulubrhan \| Érythrée \| Green Project-Bardiani CSF-Faizanè \| + 0 s \| \| 6e \| Luke Mudgway \| Nouvelle-Zélande \| Bolton Equities Black Spoke Pro Cycling \| + 0 s \| \| 7e \| Miguel Ángel Fernández Ruiz \| Espagne \| Burgos-BH \| + 0 s \| \| 8e \| Wilmar Paredes \| Colombie \| Medellín-EPM \| + 0 s \| \| 9e \| Jelle Johannink \| Pays-Bas \| À Bloc CT \| + 0 s \| \| 10e \| Andoni López de Abetxuko \| Espagne \| Euskaltel-Euskadi \| + 0 s \| |                             |                  |                                         |                 |
| |                             |                  |                                         |                 |
| Source : ProCyclingStats |                             |                  |                                         |                 |
| Classement de l'étape |                             |                  |                                         |                 |
| Coureur | Coureur                     | Pays             | Équipe                                  | Temps           |
| 1er | Timothy Dupont              | Belgique         | Tarteletto-Isorex                       | 2 h 15 min 10 s |
| 2e | Martin Pluto                | Lettonie         | À Bloc CT                               | + 0 s           |
| 3e | Attilio Viviani             | Italie           | Team Corratec-Selle Italia              | + 0 s           |
| 4e | Zhi Hui Jiang               | Chine            | Li Ning Star                            | + 0 s           |
| 5e | Henok Mulubrhan             | Érythrée         | Green Project-Bardiani CSF-Faizanè      | + 0 s           |
| 6e | Luke Mudgway                | Nouvelle-Zélande | Bolton Equities Black Spoke Pro Cycling | + 0 s           |
| 7e | Miguel Ángel Fernández Ruiz | Espagne          | Burgos-BH                               | + 0 s           |
| 8e | Wilmar Paredes              | Colombie         | Medellín-EPM                            | + 0 s           |
| 9e | Jelle Johannink             | Pays-Bas         | À Bloc CT                               | + 0 s           |
| 10e | Andoni López de Abetxuko    | Espagne          | Euskaltel-Euskadi                       | + 0 s           |

| \| Classement général \| Classement général \| Classement général \| Classement général \| Classement général \| \| Coureur \| Coureur \| Pays \| Équipe \| Temps \| \| ------------------ \| ----------------------- \| ------------------ \| -------------------------- \| ------------------ \| \| 1er \| Timothy Dupont \| Belgique \| Tarteletto-Isorex \| 2 h 15 min 00 s \| \| 2e \| Martin Pluto \| Lettonie \| À Bloc CT \| + 4 s \| \| 3e \| Nils Sinschek \| Pays-Bas \| À Bloc CT \| + 4 s \| \| 4e \| Attilio Viviani \| Italie \| Team Corratec-Selle Italia \| + 6 s \| \| 5e \| Martijn Rasenberg \| Pays-Bas \| À Bloc CT \| + 6 s \| \| 6e \| Roniel Campos \| Venezuela \| Li Ning Star \| + 7 s \| \| 7e \| Danny Osorio \| Colombie \| Medellín-EPM \| + 8 s \| \| 8e \| Thanakhan Chaiyasombat \| Thaïlande \| Thaïlande \| + 9 s \| \| 9e \| Enkhtaivan Bolor-Erdene \| Mongolie \| Mongolie \| + 9 s \| \| 10e \| André Drege \| Norvège \| Team Coop-Repsol \| + 9 s \| |                         |           |                            |                 |
| |                         |           |                            |                 |
| Source : ProCyclingStats |                         |           |                            |                 |
| Classement général |                         |           |                            |                 |
| Coureur | Coureur                 | Pays      | Équipe                     | Temps           |
| 1er | Timothy Dupont          | Belgique  | Tarteletto-Isorex          | 2 h 15 min 00 s |
| 2e | Martin Pluto            | Lettonie  | À Bloc CT                  | + 4 s           |
| 3e | Nils Sinschek           | Pays-Bas  | À Bloc CT                  | + 4 s           |
| 4e | Attilio Viviani         | Italie    | Team Corratec-Selle Italia | + 6 s           |
| 5e | Martijn Rasenberg       | Pays-Bas  | À Bloc CT                  | + 6 s           |
| 6e | Roniel Campos           | Venezuela | Li Ning Star               | + 7 s           |
| 7e | Danny Osorio            | Colombie  | Medellín-EPM               | + 8 s           |
| 8e | Thanakhan Chaiyasombat  | Thaïlande | Thaïlande                  | + 9 s           |
| 9e | Enkhtaivan Bolor-Erdene | Mongolie  | Mongolie                   | + 9 s           |
| 10e | André Drege             | Norvège   | Team Coop-Repsol           | + 9 s           |

### 2eétape
| \| Classement de l'étape \| Classement de l'étape \| Classement de l'étape \| Classement de l'étape \| Classement de l'étape \| \| Coureur \| Coureur \| Pays \| Équipe \| Temps \| \| --------------------- \| ------------------------ \| --------------------- \| ------------------------------------ \| --------------------- \| \| 1er \| Nils Sinschek \| Pays-Bas \| À Bloc CT \| 3 h 08 min 24 s \| \| 2e \| Anton Stensby \| Norvège \| Team Coop-Repsol \| + 3 s \| \| 3e \| Wilmar Paredes \| Colombie \| Medellín-EPM \| + 3 s \| \| 4e \| Enrico Zanoncello \| Italie \| Green Project-Bardiani CSF-Faizanè \| + 50 s \| \| 5e \| Lyu Xianjing \| Chine \| China Glory Continental Cycling Team \| + 50 s \| \| 6e \| Henok Mulubrhan \| Érythrée \| Green Project-Bardiani CSF-Faizanè \| + 50 s \| \| 7e \| Dylan Sunderland \| Australie \| St George Continental Cycling Team \| + 50 s \| \| 8e \| Óscar Sevilla \| Espagne \| Medellín-EPM \| + 50 s \| \| 9e \| Andoni López de Abetxuko \| Espagne \| Euskaltel-Euskadi \| + 50 s \| \| 10e \| Roniel Campos \| Venezuela \| Li Ning Star \| + 50 s \| |                          |           |                                      |                 |
| |                          |           |                                      |                 |
| Source : ProCyclingStats |                          |           |                                      |                 |
| Classement de l'étape |                          |           |                                      |                 |
| Coureur | Coureur                  | Pays      | Équipe                               | Temps           |
| 1er | Nils Sinschek            | Pays-Bas  | À Bloc CT                            | 3 h 08 min 24 s |
| 2e | Anton Stensby            | Norvège   | Team Coop-Repsol                     | + 3 s           |
| 3e | Wilmar Paredes           | Colombie  | Medellín-EPM                         | + 3 s           |
| 4e | Enrico Zanoncello        | Italie    | Green Project-Bardiani CSF-Faizanè   | + 50 s          |
| 5e | Lyu Xianjing             | Chine     | China Glory Continental Cycling Team | + 50 s          |
| 6e | Henok Mulubrhan          | Érythrée  | Green Project-Bardiani CSF-Faizanè   | + 50 s          |
| 7e | Dylan Sunderland         | Australie | St George Continental Cycling Team   | + 50 s          |
| 8e | Óscar Sevilla            | Espagne   | Medellín-EPM                         | + 50 s          |
| 9e | Andoni López de Abetxuko | Espagne   | Euskaltel-Euskadi                    | + 50 s          |
| 10e | Roniel Campos            | Venezuela | Li Ning Star                         | + 50 s          |

| \| Classement général \| Classement général \| Classement général \| Classement général \| Classement général \| \| Coureur \| Coureur \| Pays \| Équipe \| Temps \| \| ------------------ \| ------------------------ \| ------------------ \| --------------------------------------- \| ------------------ \| \| 1er \| Nils Sinschek \| Pays-Bas \| À Bloc CT \| 5 h 23 min 12 s \| \| 2e \| Anton Stensby \| Norvège \| Team Coop-Repsol \| + 15 s \| \| 3e \| Wilmar Paredes \| Colombie \| Medellín-EPM \| + 21 s \| \| 4e \| Roniel Campos \| Venezuela \| Li Ning Star \| + 1 min 09 s \| \| 5e \| Danny Osorio \| Colombie \| Medellín-EPM \| + 1 min 10 s \| \| 6e \| Henok Mulubrhan \| Érythrée \| Green Project-Bardiani CSF-Faizanè \| + 1 min 12 s \| \| 7e \| Andoni López de Abetxuko \| Espagne \| Euskaltel-Euskadi \| + 1 min 12 s \| \| 8e \| Enrico Zanoncello \| Italie \| Green Project-Bardiani CSF-Faizanè \| + 1 min 12 s \| \| 9e \| Willie Smit \| Afrique du Sud \| China Glory Continental Cycling Team \| + 1 min 12 s \| \| 10e \| Logan Currie \| Nouvelle-Zélande \| Bolton Equities Black Spoke Pro Cycling \| + 1 min 12 s \| |                          |                  |                                         |                 |
| |                          |                  |                                         |                 |
| Source : ProCyclingStats |                          |                  |                                         |                 |
| Classement général |                          |                  |                                         |                 |
| Coureur | Coureur                  | Pays             | Équipe                                  | Temps           |
| 1er | Nils Sinschek            | Pays-Bas         | À Bloc CT                               | 5 h 23 min 12 s |
| 2e | Anton Stensby            | Norvège          | Team Coop-Repsol                        | + 15 s          |
| 3e | Wilmar Paredes           | Colombie         | Medellín-EPM                            | + 21 s          |
| 4e | Roniel Campos            | Venezuela        | Li Ning Star                            | + 1 min 09 s    |
| 5e | Danny Osorio             | Colombie         | Medellín-EPM                            | + 1 min 10 s    |
| 6e | Henok Mulubrhan          | Érythrée         | Green Project-Bardiani CSF-Faizanè      | + 1 min 12 s    |
| 7e | Andoni López de Abetxuko | Espagne          | Euskaltel-Euskadi                       | + 1 min 12 s    |
| 8e | Enrico Zanoncello        | Italie           | Green Project-Bardiani CSF-Faizanè      | + 1 min 12 s    |
| 9e | Willie Smit              | Afrique du Sud   | China Glory Continental Cycling Team    | + 1 min 12 s    |
| 10e | Logan Currie             | Nouvelle-Zélande | Bolton Equities Black Spoke Pro Cycling | + 1 min 12 s    |

### 3eétape
| \| Classement de l'étape \| Classement de l'étape \| Classement de l'étape \| Classement de l'étape \| Classement de l'étape \| \| Coureur \| Coureur \| Pays \| Équipe \| Temps \| \| --------------------- \| --------------------- \| --------------------- \| --------------------------------------- \| --------------------- \| \| 1er \| Davide Baldaccini \| Italie \| Team Corratec-Selle Italia \| 5 h 17 min 56 s \| \| 2e \| Eric Fagúndez \| Uruguay \| Burgos-BH \| + 1 s \| \| 3e \| André Drege \| Norvège \| Team Coop-Repsol \| + 8 s \| \| 4e \| Henok Mulubrhan \| Érythrée \| Green Project-Bardiani CSF-Faizanè \| + 8 s \| \| 5e \| Luke Mudgway \| Nouvelle-Zélande \| Bolton Equities Black Spoke Pro Cycling \| + 8 s \| \| 6e \| Wilmar Paredes \| Colombie \| Medellín-EPM \| + 8 s \| \| 7e \| Lyu Xianjing \| Chine \| China Glory Continental Cycling Team \| + 8 s \| \| 8e \| Joan Bou \| Espagne \| Euskaltel-Euskadi \| + 8 s \| \| 9e \| Jacob Relaes \| Belgique \| Tarteletto-Isorex \| + 8 s \| \| 10e \| Ibai Azurmendi \| Espagne \| Euskaltel-Euskadi \| + 8 s \| |                   |                  |                                         |                 |
| |                   |                  |                                         |                 |
| Source : ProCyclingStats |                   |                  |                                         |                 |
| Classement de l'étape |                   |                  |                                         |                 |
| Coureur | Coureur           | Pays             | Équipe                                  | Temps           |
| 1er | Davide Baldaccini | Italie           | Team Corratec-Selle Italia              | 5 h 17 min 56 s |
| 2e | Eric Fagúndez     | Uruguay          | Burgos-BH                               | + 1 s           |
| 3e | André Drege       | Norvège          | Team Coop-Repsol                        | + 8 s           |
| 4e | Henok Mulubrhan   | Érythrée         | Green Project-Bardiani CSF-Faizanè      | + 8 s           |
| 5e | Luke Mudgway      | Nouvelle-Zélande | Bolton Equities Black Spoke Pro Cycling | + 8 s           |
| 6e | Wilmar Paredes    | Colombie         | Medellín-EPM                            | + 8 s           |
| 7e | Lyu Xianjing      | Chine            | China Glory Continental Cycling Team    | + 8 s           |
| 8e | Joan Bou          | Espagne          | Euskaltel-Euskadi                       | + 8 s           |
| 9e | Jacob Relaes      | Belgique         | Tarteletto-Isorex                       | + 8 s           |
| 10e | Ibai Azurmendi    | Espagne          | Euskaltel-Euskadi                       | + 8 s           |

| \| Classement général \| Classement général \| Classement général \| Classement général \| Classement général \| \| Coureur \| Coureur \| Pays \| Équipe \| Temps \| \| ------------------ \| ------------------ \| ------------------ \| --------------------------------------- \| ------------------ \| \| 1er \| Wilmar Paredes \| Colombie \| Medellín-EPM \| 10 h 41 min 34 s \| \| 2e \| Davide Baldaccini \| Italie \| Team Corratec-Selle Italia \| + 36 s \| \| 3e \| Eric Fagúndez \| Uruguay \| Burgos-BH \| + 41 s \| \| 4e \| Henok Mulubrhan \| Érythrée \| Green Project-Bardiani CSF-Faizanè \| + 51 s \| \| 5e \| Logan Currie \| Nouvelle-Zélande \| Bolton Equities Black Spoke Pro Cycling \| + 51 s \| \| 6e \| Óscar Sevilla \| Espagne \| Medellín-EPM \| + 51 s \| \| 7e \| Roniel Campos \| Venezuela \| Li Ning Star \| + 51 s \| \| 8e \| Danny Osorio \| Colombie \| Medellín-EPM \| + 52 s \| \| 9e \| Willie Smit \| Afrique du Sud \| China Glory Continental Cycling Team \| + 54 s \| \| 10e \| Lyu Xianjing \| Chine \| China Glory Continental Cycling Team \| + 54 s \| |                   |                  |                                         |                  |
| |                   |                  |                                         |                  |
| Source : ProCyclingStats |                   |                  |                                         |                  |
| Classement général |                   |                  |                                         |                  |
| Coureur | Coureur           | Pays             | Équipe                                  | Temps            |
| 1er | Wilmar Paredes    | Colombie         | Medellín-EPM                            | 10 h 41 min 34 s |
| 2e | Davide Baldaccini | Italie           | Team Corratec-Selle Italia              | + 36 s           |
| 3e | Eric Fagúndez     | Uruguay          | Burgos-BH                               | + 41 s           |
| 4e | Henok Mulubrhan   | Érythrée         | Green Project-Bardiani CSF-Faizanè      | + 51 s           |
| 5e | Logan Currie      | Nouvelle-Zélande | Bolton Equities Black Spoke Pro Cycling | + 51 s           |
| 6e | Óscar Sevilla     | Espagne          | Medellín-EPM                            | + 51 s           |
| 7e | Roniel Campos     | Venezuela        | Li Ning Star                            | + 51 s           |
| 8e | Danny Osorio      | Colombie         | Medellín-EPM                            | + 52 s           |
| 9e | Willie Smit       | Afrique du Sud   | China Glory Continental Cycling Team    | + 54 s           |
| 10e | Lyu Xianjing      | Chine            | China Glory Continental Cycling Team    | + 54 s           |

### 4eétape
| \| Classement de l'étape \| Classement de l'étape \| Classement de l'étape \| Classement de l'étape \| Classement de l'étape \| \| Coureur \| Coureur \| Pays \| Équipe \| Temps \| \| --------------------- \| --------------------------- \| --------------------- \| ------------------------------------ \| --------------------- \| \| 1er \| Frank van den Broek \| Pays-Bas \| À Bloc CT \| 4 h 40 min 50 s \| \| 2e \| Stefano Gandin \| Italie \| Team Corratec-Selle Italia \| + 1 min 52 s \| \| 3e \| Timothy Dupont \| Belgique \| Tarteletto-Isorex \| + 2 min 40 s \| \| 4e \| Miguel Ángel Fernández Ruiz \| Espagne \| Burgos-BH \| + 2 min 40 s \| \| 5e \| Bilguunjargal Erdenebat \| Mongolie \| Mongolie \| + 2 min 40 s \| \| 6e \| Lyu Xianjing \| Chine \| China Glory Continental Cycling Team \| + 2 min 40 s \| \| 7e \| Andoni López de Abetxuko \| Espagne \| Euskaltel-Euskadi \| + 2 min 40 s \| \| 8e \| Martijn Rasenberg \| Pays-Bas \| À Bloc CT \| + 2 min 40 s \| \| 9e \| Enrico Zanoncello \| Italie \| Green Project-Bardiani CSF-Faizanè \| + 2 min 40 s \| \| 10e \| Luca Colnaghi \| Italie \| Green Project-Bardiani CSF-Faizanè \| + 2 min 40 s \| |                             |          |                                      |                 |
| |                             |          |                                      |                 |
| Source : ProCyclingStats |                             |          |                                      |                 |
| Classement de l'étape |                             |          |                                      |                 |
| Coureur | Coureur                     | Pays     | Équipe                               | Temps           |
| 1er | Frank van den Broek         | Pays-Bas | À Bloc CT                            | 4 h 40 min 50 s |
| 2e | Stefano Gandin              | Italie   | Team Corratec-Selle Italia           | + 1 min 52 s    |
| 3e | Timothy Dupont              | Belgique | Tarteletto-Isorex                    | + 2 min 40 s    |
| 4e | Miguel Ángel Fernández Ruiz | Espagne  | Burgos-BH                            | + 2 min 40 s    |
| 5e | Bilguunjargal Erdenebat     | Mongolie | Mongolie                             | + 2 min 40 s    |
| 6e | Lyu Xianjing                | Chine    | China Glory Continental Cycling Team | + 2 min 40 s    |
| 7e | Andoni López de Abetxuko    | Espagne  | Euskaltel-Euskadi                    | + 2 min 40 s    |
| 8e | Martijn Rasenberg           | Pays-Bas | À Bloc CT                            | + 2 min 40 s    |
| 9e | Enrico Zanoncello           | Italie   | Green Project-Bardiani CSF-Faizanè   | + 2 min 40 s    |
| 10e | Luca Colnaghi               | Italie   | Green Project-Bardiani CSF-Faizanè   | + 2 min 40 s    |

| \| Classement général \| Classement général \| Classement général \| Classement général \| Classement général \| \| Coureur \| Coureur \| Pays \| Équipe \| Temps \| \| ------------------ \| ------------------ \| ------------------ \| --------------------------------------- \| ------------------ \| \| 1er \| Wilmar Paredes \| Colombie \| Medellín-EPM \| 15 h 25 min 04 s \| \| 2e \| Davide Baldaccini \| Italie \| Team Corratec-Selle Italia \| + 36 s \| \| 3e \| Eric Fagúndez \| Uruguay \| Burgos-BH \| + 41 s \| \| 4e \| Henok Mulubrhan \| Érythrée \| Green Project-Bardiani CSF-Faizanè \| + 50 s \| \| 5e \| Logan Currie \| Nouvelle-Zélande \| Bolton Equities Black Spoke Pro Cycling \| + 51 s \| \| 6e \| Óscar Sevilla \| Espagne \| Medellín-EPM \| + 51 s \| \| 7e \| Roniel Campos \| Venezuela \| Li Ning Star \| + 51 s \| \| 8e \| Lyu Xianjing \| Chine \| China Glory Continental Cycling Team \| + 54 s \| \| 9e \| Willie Smit \| Afrique du Sud \| China Glory Continental Cycling Team \| + 54 s \| \| 10e \| Ibai Azurmendi \| Espagne \| Euskaltel-Euskadi \| + 54 s \| |                   |                  |                                         |                  |
| |                   |                  |                                         |                  |
| Source : ProCyclingStats |                   |                  |                                         |                  |
| Classement général |                   |                  |                                         |                  |
| Coureur | Coureur           | Pays             | Équipe                                  | Temps            |
| 1er | Wilmar Paredes    | Colombie         | Medellín-EPM                            | 15 h 25 min 04 s |
| 2e | Davide Baldaccini | Italie           | Team Corratec-Selle Italia              | + 36 s           |
| 3e | Eric Fagúndez     | Uruguay          | Burgos-BH                               | + 41 s           |
| 4e | Henok Mulubrhan   | Érythrée         | Green Project-Bardiani CSF-Faizanè      | + 50 s           |
| 5e | Logan Currie      | Nouvelle-Zélande | Bolton Equities Black Spoke Pro Cycling | + 51 s           |
| 6e | Óscar Sevilla     | Espagne          | Medellín-EPM                            | + 51 s           |
| 7e | Roniel Campos     | Venezuela        | Li Ning Star                            | + 51 s           |
| 8e | Lyu Xianjing      | Chine            | China Glory Continental Cycling Team    | + 54 s           |
| 9e | Willie Smit       | Afrique du Sud   | China Glory Continental Cycling Team    | + 54 s           |
| 10e | Ibai Azurmendi    | Espagne          | Euskaltel-Euskadi                       | + 54 s           |

### 5eétape
| \| Classement de l'étape \| Classement de l'étape \| Classement de l'étape \| Classement de l'étape \| Classement de l'étape \| \| Coureur \| Coureur \| Pays \| Équipe \| Temps \| \| --------------------- \| --------------------------- \| --------------------- \| --------------------------------------- \| --------------------- \| \| 1er \| Enrico Zanoncello \| Italie \| Green Project-Bardiani CSF-Faizanè \| 4 h 03 min 06 s \| \| 2e \| Andoni López de Abetxuko \| Espagne \| Euskaltel-Euskadi \| + 0 s \| \| 3e \| Jelle Johannink \| Pays-Bas \| À Bloc CT \| + 0 s \| \| 4e \| Attilio Viviani \| Italie \| Team Corratec-Selle Italia \| + 0 s \| \| 5e \| Luca Colnaghi \| Italie \| Green Project-Bardiani CSF-Faizanè \| + 0 s \| \| 6e \| Luke Mudgway \| Nouvelle-Zélande \| Bolton Equities Black Spoke Pro Cycling \| + 0 s \| \| 7e \| Henok Mulubrhan \| Érythrée \| Green Project-Bardiani CSF-Faizanè \| + 0 s \| \| 8e \| Miguel Ángel Fernández Ruiz \| Espagne \| Burgos-BH \| + 0 s \| \| 9e \| Joan Bou \| Espagne \| Euskaltel-Euskadi \| + 0 s \| \| 10e \| Nicolas Dalla Valle \| Italie \| Team Corratec-Selle Italia \| + 0 s \| |                             |                  |                                         |                 |
| |                             |                  |                                         |                 |
| Source : ProCyclingStats |                             |                  |                                         |                 |
| Classement de l'étape |                             |                  |                                         |                 |
| Coureur | Coureur                     | Pays             | Équipe                                  | Temps           |
| 1er | Enrico Zanoncello           | Italie           | Green Project-Bardiani CSF-Faizanè      | 4 h 03 min 06 s |
| 2e | Andoni López de Abetxuko    | Espagne          | Euskaltel-Euskadi                       | + 0 s           |
| 3e | Jelle Johannink             | Pays-Bas         | À Bloc CT                               | + 0 s           |
| 4e | Attilio Viviani             | Italie           | Team Corratec-Selle Italia              | + 0 s           |
| 5e | Luca Colnaghi               | Italie           | Green Project-Bardiani CSF-Faizanè      | + 0 s           |
| 6e | Luke Mudgway                | Nouvelle-Zélande | Bolton Equities Black Spoke Pro Cycling | + 0 s           |
| 7e | Henok Mulubrhan             | Érythrée         | Green Project-Bardiani CSF-Faizanè      | + 0 s           |
| 8e | Miguel Ángel Fernández Ruiz | Espagne          | Burgos-BH                               | + 0 s           |
| 9e | Joan Bou                    | Espagne          | Euskaltel-Euskadi                       | + 0 s           |
| 10e | Nicolas Dalla Valle         | Italie           | Team Corratec-Selle Italia              | + 0 s           |

| \| Classement général \| Classement général \| Classement général \| Classement général \| Classement général \| \| Coureur \| Coureur \| Pays \| Équipe \| Temps \| \| ------------------ \| ------------------ \| ------------------ \| --------------------------------------- \| ------------------ \| \| 1er \| Wilmar Paredes \| Colombie \| Medellín-EPM \| 19 h 28 min 10 s \| \| 2e \| Davide Baldaccini \| Italie \| Team Corratec-Selle Italia \| + 36 s \| \| 3e \| Eric Fagúndez \| Uruguay \| Burgos-BH \| + 41 s \| \| 4e \| Óscar Sevilla \| Espagne \| Medellín-EPM \| + 48 s \| \| 5e \| Henok Mulubrhan \| Érythrée \| Green Project-Bardiani CSF-Faizanè \| + 50 s \| \| 6e \| Logan Currie \| Nouvelle-Zélande \| Bolton Equities Black Spoke Pro Cycling \| + 51 s \| \| 7e \| Roniel Campos \| Venezuela \| Li Ning Star \| + 51 s \| \| 8e \| Joan Bou \| Espagne \| Euskaltel-Euskadi \| + 52 s \| \| 9e \| Lyu Xianjing \| Chine \| China Glory Continental Cycling Team \| + 54 s \| \| 10e \| Willie Smit \| Afrique du Sud \| China Glory Continental Cycling Team \| + 54 s \| |                   |                  |                                         |                  |
| |                   |                  |                                         |                  |
| Source : ProCyclingStats |                   |                  |                                         |                  |
| Classement général |                   |                  |                                         |                  |
| Coureur | Coureur           | Pays             | Équipe                                  | Temps            |
| 1er | Wilmar Paredes    | Colombie         | Medellín-EPM                            | 19 h 28 min 10 s |
| 2e | Davide Baldaccini | Italie           | Team Corratec-Selle Italia              | + 36 s           |
| 3e | Eric Fagúndez     | Uruguay          | Burgos-BH                               | + 41 s           |
| 4e | Óscar Sevilla     | Espagne          | Medellín-EPM                            | + 48 s           |
| 5e | Henok Mulubrhan   | Érythrée         | Green Project-Bardiani CSF-Faizanè      | + 50 s           |
| 6e | Logan Currie      | Nouvelle-Zélande | Bolton Equities Black Spoke Pro Cycling | + 51 s           |
| 7e | Roniel Campos     | Venezuela        | Li Ning Star                            | + 51 s           |
| 8e | Joan Bou          | Espagne          | Euskaltel-Euskadi                       | + 52 s           |
| 9e | Lyu Xianjing      | Chine            | China Glory Continental Cycling Team    | + 54 s           |
| 10e | Willie Smit       | Afrique du Sud   | China Glory Continental Cycling Team    | + 54 s           |

### 6eétape
| \| Classement de l'étape \| Classement de l'étape \| Classement de l'étape \| Classement de l'étape \| Classement de l'étape \| \| Coureur \| Coureur \| Pays \| Équipe \| Temps \| \| --------------------- \| --------------------------- \| --------------------- \| ------------------------------------ \| --------------------- \| \| 1er \| Attilio Viviani \| Italie \| Team Corratec-Selle Italia \| 4 h 53 min 34 s \| \| 2e \| Timothy Dupont \| Belgique \| Tarteletto-Isorex \| + 0 s \| \| 3e \| Enrico Zanoncello \| Italie \| Green Project-Bardiani CSF-Faizanè \| + 0 s \| \| 4e \| Miguel Ángel Fernández Ruiz \| Espagne \| Burgos-BH \| + 0 s \| \| 5e \| Wang Kuicheng \| Chine \| Bodywrap LTwoo Cycling Team \| + 0 s \| \| 6e \| Henok Mulubrhan \| Érythrée \| Green Project-Bardiani CSF-Faizanè \| + 0 s \| \| 7e \| Martijn Rasenberg \| Pays-Bas \| À Bloc CT \| + 0 s \| \| 8e \| Anton Stensby \| Norvège \| Team Coop-Repsol \| + 0 s \| \| 9e \| Nicolas Dalla Valle \| Italie \| Team Corratec-Selle Italia \| + 0 s \| \| 10e \| Willie Smit \| Afrique du Sud \| China Glory Continental Cycling Team \| + 0 s \| |                             |                |                                      |                 |
| |                             |                |                                      |                 |
| Source : ProCyclingStats |                             |                |                                      |                 |
| Classement de l'étape |                             |                |                                      |                 |
| Coureur | Coureur                     | Pays           | Équipe                               | Temps           |
| 1er | Attilio Viviani             | Italie         | Team Corratec-Selle Italia           | 4 h 53 min 34 s |
| 2e | Timothy Dupont              | Belgique       | Tarteletto-Isorex                    | + 0 s           |
| 3e | Enrico Zanoncello           | Italie         | Green Project-Bardiani CSF-Faizanè   | + 0 s           |
| 4e | Miguel Ángel Fernández Ruiz | Espagne        | Burgos-BH                            | + 0 s           |
| 5e | Wang Kuicheng               | Chine          | Bodywrap LTwoo Cycling Team          | + 0 s           |
| 6e | Henok Mulubrhan             | Érythrée       | Green Project-Bardiani CSF-Faizanè   | + 0 s           |
| 7e | Martijn Rasenberg           | Pays-Bas       | À Bloc CT                            | + 0 s           |
| 8e | Anton Stensby               | Norvège        | Team Coop-Repsol                     | + 0 s           |
| 9e | Nicolas Dalla Valle         | Italie         | Team Corratec-Selle Italia           | + 0 s           |
| 10e | Willie Smit                 | Afrique du Sud | China Glory Continental Cycling Team | + 0 s           |

| \| Classement général \| Classement général \| Classement général \| Classement général \| Classement général \| \| Coureur \| Coureur \| Pays \| Équipe \| Temps \| \| ------------------ \| ------------------ \| ------------------ \| --------------------------------------- \| ------------------ \| \| 1er \| Wilmar Paredes \| Colombie \| Medellín-EPM \| 24 h 21 min 44 s \| \| 2e \| Davide Baldaccini \| Italie \| Team Corratec-Selle Italia \| + 36 s \| \| 3e \| Eric Fagúndez \| Uruguay \| Burgos-BH \| + 41 s \| \| 4e \| Óscar Sevilla \| Espagne \| Medellín-EPM \| + 48 s \| \| 5e \| Henok Mulubrhan \| Érythrée \| Green Project-Bardiani CSF-Faizanè \| + 50 s \| \| 6e \| Logan Currie \| Nouvelle-Zélande \| Bolton Equities Black Spoke Pro Cycling \| + 51 s \| \| 7e \| Roniel Campos \| Venezuela \| Li Ning Star \| + 51 s \| \| 8e \| Joan Bou \| Espagne \| Euskaltel-Euskadi \| + 52 s \| \| 9e \| Willie Smit \| Afrique du Sud \| China Glory Continental Cycling Team \| + 54 s \| \| 10e \| Lyu Xianjing \| Chine \| China Glory Continental Cycling Team \| + 54 s \| |                   |                  |                                         |                  |
| |                   |                  |                                         |                  |
| Source : ProCyclingStats |                   |                  |                                         |                  |
| Classement général |                   |                  |                                         |                  |
| Coureur | Coureur           | Pays             | Équipe                                  | Temps            |
| 1er | Wilmar Paredes    | Colombie         | Medellín-EPM                            | 24 h 21 min 44 s |
| 2e | Davide Baldaccini | Italie           | Team Corratec-Selle Italia              | + 36 s           |
| 3e | Eric Fagúndez     | Uruguay          | Burgos-BH                               | + 41 s           |
| 4e | Óscar Sevilla     | Espagne          | Medellín-EPM                            | + 48 s           |
| 5e | Henok Mulubrhan   | Érythrée         | Green Project-Bardiani CSF-Faizanè      | + 50 s           |
| 6e | Logan Currie      | Nouvelle-Zélande | Bolton Equities Black Spoke Pro Cycling | + 51 s           |
| 7e | Roniel Campos     | Venezuela        | Li Ning Star                            | + 51 s           |
| 8e | Joan Bou          | Espagne          | Euskaltel-Euskadi                       | + 52 s           |
| 9e | Willie Smit       | Afrique du Sud   | China Glory Continental Cycling Team    | + 54 s           |
| 10e | Lyu Xianjing      | Chine            | China Glory Continental Cycling Team    | + 54 s           |

### 7eétape
| \| Classement de l'étape \| Classement de l'étape \| Classement de l'étape \| Classement de l'étape \| Classement de l'étape \| \| Coureur \| Coureur \| Pays \| Équipe \| Temps \| \| --------------------- \| ----------------------- \| --------------------- \| --------------------------------------- \| --------------------- \| \| 1er \| Henok Mulubrhan \| Érythrée \| Green Project-Bardiani CSF-Faizanè \| 2 h 54 min 19 s \| \| 2e \| Myagmarsuren Baasankhuu \| Mongolie \| Mongolie \| + 0 s \| \| 3e \| Eric Fagúndez \| Uruguay \| Burgos-BH \| + 0 s \| \| 4e \| Martijn Rasenberg \| Pays-Bas \| À Bloc CT \| + 0 s \| \| 5e \| Riccardo Lucca \| Italie \| Green Project-Bardiani CSF-Faizanè \| + 6 s \| \| 6e \| Andrés Camilo Ardila \| Colombie \| Burgos-BH \| + 9 s \| \| 7e \| Mario Aparicio \| Espagne \| Burgos-BH \| + 51 s \| \| 8e \| Luke Mudgway \| Nouvelle-Zélande \| Bolton Equities Black Spoke Pro Cycling \| + 1 min 17 s \| \| 9e \| Rodrigo Álvarez \| Espagne \| Burgos-BH \| + 1 min 17 s \| \| 10e \| Enrico Zanoncello \| Italie \| Green Project-Bardiani CSF-Faizanè \| + 1 min 17 s \| |                         |                  |                                         |                 |
| |                         |                  |                                         |                 |
| Source : ProCyclingStats |                         |                  |                                         |                 |
| Classement de l'étape |                         |                  |                                         |                 |
| Coureur | Coureur                 | Pays             | Équipe                                  | Temps           |
| 1er | Henok Mulubrhan         | Érythrée         | Green Project-Bardiani CSF-Faizanè      | 2 h 54 min 19 s |
| 2e | Myagmarsuren Baasankhuu | Mongolie         | Mongolie                                | + 0 s           |
| 3e | Eric Fagúndez           | Uruguay          | Burgos-BH                               | + 0 s           |
| 4e | Martijn Rasenberg       | Pays-Bas         | À Bloc CT                               | + 0 s           |
| 5e | Riccardo Lucca          | Italie           | Green Project-Bardiani CSF-Faizanè      | + 6 s           |
| 6e | Andrés Camilo Ardila    | Colombie         | Burgos-BH                               | + 9 s           |
| 7e | Mario Aparicio          | Espagne          | Burgos-BH                               | + 51 s          |
| 8e | Luke Mudgway            | Nouvelle-Zélande | Bolton Equities Black Spoke Pro Cycling | + 1 min 17 s    |
| 9e | Rodrigo Álvarez         | Espagne          | Burgos-BH                               | + 1 min 17 s    |
| 10e | Enrico Zanoncello       | Italie           | Green Project-Bardiani CSF-Faizanè      | + 1 min 17 s    |

| \| Classement général \| Classement général \| Classement général \| Classement général \| Classement général \| \| Coureur \| Coureur \| Pays \| Équipe \| Temps \| \| ------------------ \| ------------------ \| ------------------ \| ------------------------------------ \| ------------------ \| \| 1er \| Eric Fagúndez \| Uruguay \| Burgos-BH \| 27 h 16 min 40 s \| \| 2e \| Henok Mulubrhan \| Érythrée \| Green Project-Bardiani CSF-Faizanè \| + 3 s \| \| 3e \| Mario Aparicio \| Espagne \| Burgos-BH \| + 1 min 08 s \| \| 4e \| Davide Baldaccini \| Italie \| Team Corratec-Selle Italia \| + 1 min 16 s \| \| 5e \| Riccardo Lucca \| Italie \| Green Project-Bardiani CSF-Faizanè \| + 1 min 23 s \| \| 6e \| Óscar Sevilla \| Espagne \| Medellín-EPM \| + 1 min 28 s \| \| 7e \| Roniel Campos \| Venezuela \| Li Ning Star \| + 1 min 31 s \| \| 8e \| Joan Bou \| Espagne \| Euskaltel-Euskadi \| + 1 min 32 s \| \| 9e \| Willie Smit \| Afrique du Sud \| China Glory Continental Cycling Team \| + 1 min 34 s \| \| 10e \| Magnus Wæhre \| Norvège \| Team Coop-Repsol \| + 1 min 34 s \| |                   |                |                                      |                  |
| |                   |                |                                      |                  |
| Source : ProCyclingStats |                   |                |                                      |                  |
| Classement général |                   |                |                                      |                  |
| Coureur | Coureur           | Pays           | Équipe                               | Temps            |
| 1er | Eric Fagúndez     | Uruguay        | Burgos-BH                            | 27 h 16 min 40 s |
| 2e | Henok Mulubrhan   | Érythrée       | Green Project-Bardiani CSF-Faizanè   | + 3 s            |
| 3e | Mario Aparicio    | Espagne        | Burgos-BH                            | + 1 min 08 s     |
| 4e | Davide Baldaccini | Italie         | Team Corratec-Selle Italia           | + 1 min 16 s     |
| 5e | Riccardo Lucca    | Italie         | Green Project-Bardiani CSF-Faizanè   | + 1 min 23 s     |
| 6e | Óscar Sevilla     | Espagne        | Medellín-EPM                         | + 1 min 28 s     |
| 7e | Roniel Campos     | Venezuela      | Li Ning Star                         | + 1 min 31 s     |
| 8e | Joan Bou          | Espagne        | Euskaltel-Euskadi                    | + 1 min 32 s     |
| 9e | Willie Smit       | Afrique du Sud | China Glory Continental Cycling Team | + 1 min 34 s     |
| 10e | Magnus Wæhre      | Norvège        | Team Coop-Repsol                     | + 1 min 34 s     |

### 8eétape
| \| Classement de l'étape \| Classement de l'étape \| Classement de l'étape \| Classement de l'étape \| Classement de l'étape \| \| Coureur \| Coureur \| Pays \| Équipe \| Temps \| \| --------------------- \| --------------------- \| --------------------- \| --------------------------------------- \| --------------------- \| \| 1er \| Timothy Dupont \| Belgique \| Tarteletto-Isorex \| 3 h 57 min 50 s \| \| 2e \| Víctor Ocampo \| Colombie \| Medellín-EPM \| + 0 s \| \| 3e \| Luke Mudgway \| Nouvelle-Zélande \| Bolton Equities Black Spoke Pro Cycling \| + 0 s \| \| 4e \| Willie Smit \| Afrique du Sud \| China Glory Continental Cycling Team \| + 0 s \| \| 5e \| Martijn Rasenberg \| Pays-Bas \| À Bloc CT \| + 0 s \| \| 6e \| Antonio Jesús Soto \| Espagne \| Euskaltel-Euskadi \| + 0 s \| \| 7e \| Davide Baldaccini \| Italie \| Team Corratec-Selle Italia \| + 0 s \| \| 8e \| Lorenzo Quartucci \| Italie \| Team Corratec-Selle Italia \| + 0 s \| \| 9e \| Marco Murgano \| Italie \| Team Corratec-Selle Italia \| + 0 s \| \| 10e \| Stefano Gandin \| Italie \| Team Corratec-Selle Italia \| + 5 s \| |                    |                  |                                         |                 |
| |                    |                  |                                         |                 |
| Source : ProCyclingStats |                    |                  |                                         |                 |
| Classement de l'étape |                    |                  |                                         |                 |
| Coureur | Coureur            | Pays             | Équipe                                  | Temps           |
| 1er | Timothy Dupont     | Belgique         | Tarteletto-Isorex                       | 3 h 57 min 50 s |
| 2e | Víctor Ocampo      | Colombie         | Medellín-EPM                            | + 0 s           |
| 3e | Luke Mudgway       | Nouvelle-Zélande | Bolton Equities Black Spoke Pro Cycling | + 0 s           |
| 4e | Willie Smit        | Afrique du Sud   | China Glory Continental Cycling Team    | + 0 s           |
| 5e | Martijn Rasenberg  | Pays-Bas         | À Bloc CT                               | + 0 s           |
| 6e | Antonio Jesús Soto | Espagne          | Euskaltel-Euskadi                       | + 0 s           |
| 7e | Davide Baldaccini  | Italie           | Team Corratec-Selle Italia              | + 0 s           |
| 8e | Lorenzo Quartucci  | Italie           | Team Corratec-Selle Italia              | + 0 s           |
| 9e | Marco Murgano      | Italie           | Team Corratec-Selle Italia              | + 0 s           |
| 10e | Stefano Gandin     | Italie           | Team Corratec-Selle Italia              | + 5 s           |

## Classement général final
| \| Classement général \| Classement général \| Classement général \| Classement général \| Classement général \| \| Coureur \| Coureur \| Pays \| Équipe \| Temps \| \| ------------------ \| --------------------------- \| ------------------ \| --------------------------------------- \| ------------------ \| \| 1er \| Henok Mulubrhan \| Érythrée \| Green Project-Bardiani CSF-Faizanè \| 31 h 14 min 57 s \| \| 2e \| Eric Fagúndez \| Uruguay \| Burgos-BH \| + 0 s \| \| 3e \| Davide Baldaccini \| Italie \| Team Corratec-Selle Italia \| + 49 s \| \| 4e \| Marco Murgano \| Italie \| Team Corratec-Selle Italia \| + 1 min 02 s \| \| 5e \| Willie Smit \| Afrique du Sud \| China Glory Continental Cycling Team \| + 1 min 07 s \| \| 6e \| Mario Aparicio \| Espagne \| Burgos-BH \| + 1 min 07 s \| \| 7e \| Cedrik Bakke Christophersen \| Norvège \| Team Coop-Repsol \| + 1 min 14 s \| \| 8e \| Magnus Wæhre \| Norvège \| Team Coop-Repsol \| + 1 min 15 s \| \| 9e \| Josh Kench \| Nouvelle-Zélande \| Bolton Equities Black Spoke Pro Cycling \| + 1 min 17 s \| \| 10e \| Óscar Sevilla \| Espagne \| Medellín-EPM \| + 1 min 24 s \| |                             |                  |                                         |                  |
| |                             |                  |                                         |                  |
| Source : ProCyclingStats |                             |                  |                                         |                  |
| Classement général |                             |                  |                                         |                  |
| Coureur | Coureur                     | Pays             | Équipe                                  | Temps            |
| 1er | Henok Mulubrhan             | Érythrée         | Green Project-Bardiani CSF-Faizanè      | 31 h 14 min 57 s |
| 2e | Eric Fagúndez               | Uruguay          | Burgos-BH                               | + 0 s            |
| 3e | Davide Baldaccini           | Italie           | Team Corratec-Selle Italia              | + 49 s           |
| 4e | Marco Murgano               | Italie           | Team Corratec-Selle Italia              | + 1 min 02 s     |
| 5e | Willie Smit                 | Afrique du Sud   | China Glory Continental Cycling Team    | + 1 min 07 s     |
| 6e | Mario Aparicio              | Espagne          | Burgos-BH                               | + 1 min 07 s     |
| 7e | Cedrik Bakke Christophersen | Norvège          | Team Coop-Repsol                        | + 1 min 14 s     |
| 8e | Magnus Wæhre                | Norvège          | Team Coop-Repsol                        | + 1 min 15 s     |
| 9e | Josh Kench                  | Nouvelle-Zélande | Bolton Equities Black Spoke Pro Cycling | + 1 min 17 s     |
| 10e | Óscar Sevilla               | Espagne          | Medellín-EPM                            | + 1 min 24 s     |

### Classements annexes

#### Classement par points
| Classement par points | Classement par points    | Classement par points | Classement par points                   | Classement par points |
| Coureur               | Coureur                  | Pays                  | Équipe                                  | Points                |
| --------------------- | ------------------------ | --------------------- | --------------------------------------- | --------------------- |
| 1er                   | Henok Mulubrhan          | Érythrée              | Green Project-Bardiani CSF-Faizanè      | 75 pts                |
| 2e                    | Timothy Dupont           | Belgique              | Tarteletto-Isorex                       | 69 pts                |
| 3e                    | Luke Mudgway             | Nouvelle-Zélande      | Bolton Equities Black Spoke Pro Cycling | 58 pts                |
| 4e                    | Enrico Zanoncello        | Italie                | Green Project-Bardiani CSF-Faizanè      | 54 pts                |
| 5e                    | Martijn Rasenberg        | Pays-Bas              | À Bloc CT                               | 53 pts                |
| 6e                    | Attilio Viviani          | Italie                | Team Corratec-Selle Italia              | 44 pts                |
| 7e                    | Andoni López de Abetxuko | Espagne               | Euskaltel-Euskadi                       | 41 pts                |
| 8e                    | Nils Sinschek            | Pays-Bas              | À Bloc CT                               | 36 pts                |
| 9e                    | Willie Smit              | Afrique du Sud        | China Glory Continental Cycling Team    | 35 pts                |
| 10e                   | Wilmar Paredes           | Colombie              | Medellín-EPM                            | 35 pts                |

#### Classement de la montagne
| Classement de la montagne | Classement de la montagne | Classement de la montagne | Classement de la montagne          | Classement de la montagne |
| Coureur                   | Coureur                   | Pays                      | Équipe                             | Points                    |
| ------------------------- | ------------------------- | ------------------------- | ---------------------------------- | ------------------------- |
| 1er                       | Alessio Nieri             | Italie                    | Green Project-Bardiani CSF-Faizanè | 18 pts                    |
| 2e                        | Danny Osorio              | Colombie                  | Medellín-EPM                       | 15 pts                    |
| 3e                        | Henok Mulubrhan           | Érythrée                  | Green Project-Bardiani CSF-Faizanè | 13 pts                    |
| 4e                        | Martijn Rasenberg         | Pays-Bas                  | À Bloc CT                          | 11 pts                    |
| 5e                        | Wilmar Paredes            | Colombie                  | Medellín-EPM                       | 10 pts                    |
| 6e                        | Anton Stensby             | Norvège                   | Team Coop-Repsol                   | 10 pts                    |
| 7e                        | Andrés Camilo Ardila      | Colombie                  | Burgos-BH                          | 10 pts                    |
| 8e                        | Óscar Sevilla             | Espagne                   | Medellín-EPM                       | 9 pts                     |
| 9e                        | Myagmarsuren Baasankhuu   | Mongolie                  | Mongolie                           | 8 pts                     |
| 10e                       | Joan Bou                  | Espagne                   | Euskaltel-Euskadi                  | 7 pts                     |

## Évolution des classements
| Étape | Vainqueur           | Classement général | Classement par points | Classement de la montagne | Classement du meilleur Asiatique | Classement par équipes             |
| ----- | ------------------- | ------------------ | --------------------- | ------------------------- | -------------------------------- | ---------------------------------- |
| 1     | Timothy Dupont      | Timothy Dupont     | Timothy Dupont        | non attribué              | Thanakhan Chaiyasombat           | Burgos-BH                          |
| 2     | Nils Sinschek       | Nils Sinschek      | Nils Sinschek         | Wilmar Paredes            | Lyu Xianjing                     | Coop-Repsol                        |
| 3     | Davide Baldaccini   | Wilmar Paredes     | Henok Mulubrhan       | Alessio Nieri             | Lyu Xianjing                     | Coop-Repsol                        |
| 4     | Frank van den Broek | Wilmar Paredes     | Henok Mulubrhan       | Alessio Nieri             | Lyu Xianjing                     | Coop-Repsol                        |
| 5     | Enrico Zanoncello   | Wilmar Paredes     | Henok Mulubrhan       | Alessio Nieri             | Lyu Xianjing                     | Coop-Repsol                        |
| 6     | Attilio Viviani     | Wilmar Paredes     | Henok Mulubrhan       | Alessio Nieri             | Lyu Xianjing                     | Coop-Repsol                        |
| 7     | Henok Mulubrhan     | Eric Fagúndez      | Henok Mulubrhan       | Alessio Nieri             | Saeid Safarzadeh                 | Green Project-Bardiani CSF-Faizanè |
| 8     | Timothy Dupont      | Henok Mulubrhan    | Henok Mulubrhan       | Alessio Nieri             | Saeid Safarzadeh                 | Green Project-Bardiani CSF-Faizanè |
| Final | Final               | Henok Mulubrhan    | Henok Mulubrhan       | Alessio Nieri             | Saeid Safarzadeh                 | Green Project-Bardiani CSF-Faizanè |

## Liste des participants
| China Glory Continental Cycling Team CGC | China Glory Continental Cycling Team CGC | China Glory Continental Cycling Team CGC |
| ---------------------------------------- | ---------------------------------------- | ---------------------------------------- |
| Num                                      | Coureur                                  | Pos                                      |
| 2                                        | Lyu Xianjing (CHN)                       | AB-8                                     |
| 3                                        | Su Haoyu (CHN)                           | AB-4                                     |
| 4                                        | Willie Smit (RSA)                        | 5e                                       |
| 5                                        | James Piccoli (CAN)                      | 14e                                      |
| 6                                        | Julien Trarieux (FRA)                    | 36e                                      |
| 7                                        | Lucas De Rossi (FRA)                     | 22e                                      |

| Chine CHN | Chine CHN    | Chine CHN |
| --------- | ------------ | --------- |
| Num       | Coureur      | Pos       |
| 11        | Teng Geng    | AB-4      |
| 12        | Wang Ruidong | AB-8      |
| 13        | Shen Yutao   | 63e       |
| 14        | Ju Jinyang   | AB-4      |
| 15        | Ma Binyan    | 82e       |
| 16        | Yu Yuanfeng  | 72e       |
| 17        | Lian Shuai   | AB-8      |

| Mongolie MGL | Mongolie MGL            | Mongolie MGL |
| ------------ | ----------------------- | ------------ |
| Num          | Coureur                 | Pos          |
| 21           | Maral-Erdene Batmunkh   | 89e          |
| 22           | Enkhtaivan Bolor-Erdene | AB-3         |
| 23           | Myagmarsuren Baasankhuu | 61e          |
| 24           | Amartuvshin Battsengel  | AB-4         |
| 25           | Bold Iderbold           | HD-4         |
| 26           | Bilguunjargal Erdenebat | 46e          |
| 27           | Temuulen Khadbaatar     | 85e          |

| Thaïlande THA | Thaïlande THA            | Thaïlande THA |
| ------------- | ------------------------ | ------------- |
| Num           | Coureur                  | Pos           |
| 31            | Navuti Liphongyu         | AB-6          |
| 32            | Noppachai Klahan         | 98e           |
| 33            | Peerapol Chawchiangkwang | 100e          |
| 34            | Tullatorn Sosalam        | AB-4          |
| 35            | Ratchanon Yaowarat       | AB-4          |
| 36            | Sarawut Sirironnachai    | 79e           |
| 37            | Thanakhan Chaiyasombat   | AB-4          |

| Bolton Equities Black Spoke Pro Cycling BEB | Bolton Equities Black Spoke Pro Cycling BEB | Bolton Equities Black Spoke Pro Cycling BEB |
| ------------------------------------------- | ------------------------------------------- | ------------------------------------------- |
| Num                                         | Coureur                                     | Pos                                         |
| 41                                          | James Oram (NZL) (route)                    | 18e                                         |
| 42                                          | Paul Wright (NZL)                           | 41e                                         |
| 43                                          | Ryan Christensen (NZL)                      | 45e                                         |
| 44                                          | Luke Mudgway (NZL)                          | 34e                                         |
| 45                                          | Josh Kench (NZL)                            | 9e                                          |
| 46                                          | Logan Currie (NZL)                          | NP-8                                        |
| 47                                          | Josh Burnett (NZL)                          | 19e                                         |

| Burgos-BH BBH | Burgos-BH BBH                     | Burgos-BH BBH |
| ------------- | --------------------------------- | ------------- |
| Num           | Coureur                           | Pos           |
| 51            | Andrés Camilo Ardila (COL)        | 54e           |
| 52            | Miguel Ángel Fernández Ruiz (ESP) | AB-7          |
| 53            | Ángel Fuentes (ESP)               | 53e           |
| 54            | Mario Aparicio (ESP)              | 6e            |
| 55            | Eric Fagúndez (URU)               | 2e            |
| 56            | Rodrigo Álvarez (ESP)             | 56e           |
| 57            | Antonio Angulo (ESP)              | 93e           |

| Team Corratec-Selle Italia COR | Team Corratec-Selle Italia COR | Team Corratec-Selle Italia COR |
| ------------------------------ | ------------------------------ | ------------------------------ |
| Num                            | Coureur                        | Pos                            |
| 61                             | Stefano Gandin (ITA)           | 42e                            |
| 62                             | Davide Baldaccini (ITA)        | 3e                             |
| 63                             | Samuele Zambelli (ITA)         | 62e                            |
| 64                             | Lorenzo Quartucci (ITA)        | 48e                            |
| 65                             | Marco Murgano (ITA)            | 4e                             |
| 66                             | Nicolas Dalla Valle (ITA)      | 44e                            |
| 67                             | Attilio Viviani (ITA)          | 32e                            |

| Euskaltel-Euskadi EUS | Euskaltel-Euskadi EUS          | Euskaltel-Euskadi EUS |
| --------------------- | ------------------------------ | --------------------- |
| Num                   | Coureur                        | Pos                   |
| 71                    | Antonio Jesús Soto (ESP)       | 24e                   |
| 72                    | Andoni López de Abetxuko (ESP) | 35e                   |
| 73                    | Asier Etxeberria (ESP)         | 66e                   |
| 74                    | Joan Bou (ESP)                 | 11e                   |
| 75                    | Ibai Azurmendi (ESP)           | 17e                   |
| 76                    | Peio Goikoetxea (ESP)          | AB-5                  |
| 77                    | Iker Ballarin (ESP)            | 55e                   |

| Green Project-Bardiani CSF-Faizanè BCF | Green Project-Bardiani CSF-Faizanè BCF | Green Project-Bardiani CSF-Faizanè BCF |
| -------------------------------------- | -------------------------------------- | -------------------------------------- |
| Num                                    | Coureur                                | Pos                                    |
| 81                                     | Henok Mulubrhan (ERI) (route)          | 1er                                    |
| 82                                     | Riccardo Lucca (ITA)                   | 16e                                    |
| 83                                     | Luca Colnaghi (ITA)                    | AB-6                                   |
| 84                                     | Alessio Nieri (ITA)                    | 20e                                    |
| 85                                     | Alessandro Santaromita (ITA)           | NP-6                                   |
| 86                                     | Manuele Tarozzi (ITA)                  | 27e                                    |
| 87                                     | Enrico Zanoncello (ITA)                | 28e                                    |

| À Bloc CT ABC | À Bloc CT ABC             | À Bloc CT ABC |
| ------------- | ------------------------- | ------------- |
| Num           | Coureur                   | Pos           |
| 91            | Jelle Johannink (NED)     | 65e           |
| 92            | Lars Loohuis (NED)        | 78e           |
| 93            | Martijn Rasenberg (NED)   | 50e           |
| 94            | Martin Pluto (LAT)        | NP-4          |
| 95            | Nils Sinschek (NED)       | 29e           |
| 96            | Meindert Weulink (NED)    | 51e           |
| 97            | Frank van den Broek (NED) | 52e           |

| Bodywrap LTwoo Cycling Team BDR | Bodywrap LTwoo Cycling Team BDR | Bodywrap LTwoo Cycling Team BDR |
| ------------------------------- | ------------------------------- | ------------------------------- |
| Num                             | Coureur                         | Pos                             |
| 101                             | Wang Kuicheng (CHN)             | 43e                             |
| 102                             | Niu Gaoshang (CHN)              | 94e                             |
| 104                             | Ma Hongao (CHN)                 | AB-2                            |
| 105                             | Fàn Yihua (CHN)                 | AB-8                            |
| 106                             | Lü Zeyao (CHN)                  | 104e                            |
| 107                             | Fu Zhèngháo (CHN)               | AB-5                            |

| 7 Eleven Cliqq-air21 by Roadbike Philippines 7RP | 7 Eleven Cliqq-air21 by Roadbike Philippines 7RP | 7 Eleven Cliqq-air21 by Roadbike Philippines 7RP |
| ------------------------------------------------ | ------------------------------------------------ | ------------------------------------------------ |
| Num                                              | Coureur                                          | Pos                                              |
| 111                                              | Marcelo Felipe (PHI)                             | AB-6                                             |
| 112                                              | Ryan Tugawin (PHI)                               | AB-3                                             |
| 113                                              | Ismael Grospe (PHI)                              | AB-5                                             |
| 114                                              | Nichol Blanca Pareja (PHI)                       | AB-6                                             |
| 115                                              | Ivan Sembrano (PHI)                              | AB-3                                             |
| 116                                              | Joshua Pascual (PHI)                             | 102e                                             |
| 117                                              | Jude Gabriel Francisco (PHI)                     | AB-3                                             |

| Li Ning Star LNS | Li Ning Star LNS    | Li Ning Star LNS |
| ---------------- | ------------------- | ---------------- |
| Num              | Coureur             | Pos              |
| 121              | Niu Yikui (CHN)     | 84e              |
| 122              | Zhi Hui Jiang (CHN) | AB-5             |
| 123              | Aleksey Shnyrko     | 86e              |
| 124              | Shao Junqi (CHN)    | 30e              |
| 125              | Roniel Campos (VEN) | 12e              |
| 126              | Li Luhao (CHN)      | 97e              |
| 127              | Bai Lijun (CHN)     | 74e              |

| Nusantara Cycling Team NCT | Nusantara Cycling Team NCT | Nusantara Cycling Team NCT |
| -------------------------- | -------------------------- | -------------------------- |
| Num                        | Coureur                    | Pos                        |
| 131                        | Nur Prasetyo Firdaus (INA) | AB-2                       |
| 132                        | Adrian Sevadil (INA)       | AB-3                       |
| 133                        | Hossein Alizadeh (IRI)     | NP-6                       |
| 134                        | Woro Fitrianto (INA)       | HD-4                       |
| 135                        | Muhammad Ridwan (INA)      | 103e                       |
| 136                        | Imam Arifin (INA)          | 95e                        |
| 137                        | Muhamad Herlangga (INA)    | AB-4                       |

| Shandong Green Orange Continental Team SGO | Shandong Green Orange Continental Team SGO | Shandong Green Orange Continental Team SGO |
| ------------------------------------------ | ------------------------------------------ | ------------------------------------------ |
| Num                                        | Coureur                                    | Pos                                        |
| 141                                        | Shi Pengyang (CHN)                         | HD-4                                       |
| 142                                        | Sun Míngchēn (CHN)                         | 90e                                        |
| 143                                        | Bao Wangqiang (CHN)                        | HD-4                                       |
| 144                                        | Miao Chengshuo (CHN)                       | DQ-3                                       |
| 145                                        | Han Jiajun (CHN)                           | 92e                                        |
| 146                                        | Jiang He (CHN)                             | 75e                                        |
| 147                                        | Sun Kai (CHN)                              | AB-5                                       |

| Shenzhen Xidesheng XDS | Shenzhen Xidesheng XDS       | Shenzhen Xidesheng XDS |
| ---------------------- | ---------------------------- | ---------------------- |
| Num                    | Coureur                      | Pos                    |
| 151                    | Li Yuheng (CHN)              | 37e                    |
| 152                    | Hannes Bergström Frisk (SWE) | AB-4                   |
| 153                    | Li Xi (CHN)                  | 99e                    |
| 154                    | Liu Jinchun (CHN)            | 57e                    |
| 155                    | Erik Bergström Frisk (SWE)   | 77e                    |
| 156                    | Zhang Ruibiao (CHN)          | 91e                    |
| 157                    | Zhao Chenli (CHN)            | DQ-3                   |

| St George Continental Cycling Team STG | St George Continental Cycling Team STG | St George Continental Cycling Team STG |
| -------------------------------------- | -------------------------------------- | -------------------------------------- |
| Num                                    | Coureur                                | Pos                                    |
| 161                                    | Jack Aitken (AUS)                      | 38e                                    |
| 162                                    | William Cooper (AUS)                   | AB-7                                   |
| 163                                    | Riley Fleming (AUS)                    | 76e                                    |
| 164                                    | Cameron Ivory (AUS)                    | 80e                                    |
| 165                                    | Connor Reardon (AUS)                   | 88e                                    |
| 166                                    | Matthew Rice (AUS)                     | 96e                                    |
| 167                                    | Dylan Sunderland (AUS)                 | AB-8                                   |

| Tarteletto-Isorex TIS | Tarteletto-Isorex TIS   | Tarteletto-Isorex TIS |
| --------------------- | ----------------------- | --------------------- |
| Num                   | Coureur                 | Pos                   |
| 171                   | Gianni Marchand (BEL)   | 33e                   |
| 172                   | Timothy Dupont (BEL)    | 58e                   |
| 173                   | Torsten Demeyere (BEL)  | 87e                   |
| 174                   | Bo Godart (BEL)         | 60e                   |
| 175                   | Jacob Relaes (BEL)      | 23e                   |
| 176                   | Mauro Verwilt (BEL)     | 40e                   |
| 177                   | Maxime De Poorter (BEL) | 83e                   |

| Team Coop-Repsol TCR | Team Coop-Repsol TCR              | Team Coop-Repsol TCR |
| -------------------- | --------------------------------- | -------------------- |
| Num                  | Coureur                           | Pos                  |
| 181                  | Eirik Lunder (NOR)                | 67e                  |
| 182                  | Johan Ravnøy (NOR)                | 73e                  |
| 183                  | André Drege (NOR)                 | 25e                  |
| 184                  | Kalle Kvam (NOR)                  | 64e                  |
| 185                  | Anton Stensby (NOR)               | 31e                  |
| 186                  | Cedrik Bakke Christophersen (NOR) | 7e                   |
| 187                  | Magnus Wæhre (NOR)                | 8e                   |

| Medellín-EPM MED | Medellín-EPM MED     | Medellín-EPM MED |
| ---------------- | -------------------- | ---------------- |
| Num              | Coureur              | Pos              |
| 191              | Óscar Sevilla (ESP)  | 10e              |
| 192              | Fabio Duarte (COL)   | 39e              |
| 193              | Aldemar Reyes (COL)  | 26e              |
| 194              | Yeison Reyes (COL)   | NP-7             |
| 195              | Wilmar Paredes (COL) | 15e              |
| 196              | Danny Osorio (COL)   | 47e              |
| 197              | Víctor Ocampo (COL)  | 59e              |

| The Hurricane & Thunder Cycling Team THT | The Hurricane & Thunder Cycling Team THT | The Hurricane & Thunder Cycling Team THT |
| ---------------------------------------- | ---------------------------------------- | ---------------------------------------- |
| Num                                      | Coureur                                  | Pos                                      |
| 202                                      | Li Jinsong (CHN)                         | 70e                                      |
| 203                                      | Li Yanze (CHN)                           | 71e                                      |
| 204                                      | Pan Yourui (CHN)                         | 101e                                     |
| 205                                      | Liu Aolin (CHN)                          | AB-4                                     |
| 206                                      | Chen Xuan Ye (TPE)                       | AB-5                                     |
| 207                                      | Yucheng Huang (TPE)                      | AB-4                                     |

| Tianyoude Hotel Cycling Team TYD | Tianyoude Hotel Cycling Team TYD | Tianyoude Hotel Cycling Team TYD |
| -------------------------------- | -------------------------------- | -------------------------------- |
| Num                              | Coureur                          | Pos                              |
| 211                              | Zhang Zhishan (CHN)              | 49e                              |
| 212                              | Jiancai Wang (CHN)               | 68e                              |
| 213                              | Li Zisen (CHN)                   | 81e                              |
| 214                              | Yecid Sierra (COL)               | 21e                              |
| 215                              | Saeid Safarzadeh (IRI)           | 13e                              |
| 216                              | Yeisson Quetama (COL)            | 69e                              |
| 217                              | Zhu Pengwu (CHN)                 | AB-5                             |

| China Glory Continental Cycling Team CGC | China Glory Continental Cycling Team CGC | China Glory Continental Cycling Team CGC |
| ---------------------------------------- | ---------------------------------------- | ---------------------------------------- |
| Num                                      | Coureur                                  | Pos                                      |
| 2                                        | Lyu Xianjing (CHN)                       | AB-8                                     |
| 3                                        | Su Haoyu (CHN)                           | AB-4                                     |
| 4                                        | Willie Smit (RSA)                        | 5e                                       |
| 5                                        | James Piccoli (CAN)                      | 14e                                      |
| 6                                        | Julien Trarieux (FRA)                    | 36e                                      |
| 7                                        | Lucas De Rossi (FRA)                     | 22e                                      |

| Chine CHN | Chine CHN    | Chine CHN |
| --------- | ------------ | --------- |
| Num       | Coureur      | Pos       |
| 11        | Teng Geng    | AB-4      |
| 12        | Wang Ruidong | AB-8      |
| 13        | Shen Yutao   | 63e       |
| 14        | Ju Jinyang   | AB-4      |
| 15        | Ma Binyan    | 82e       |
| 16        | Yu Yuanfeng  | 72e       |
| 17        | Lian Shuai   | AB-8      |

| Mongolie MGL | Mongolie MGL            | Mongolie MGL |
| ------------ | ----------------------- | ------------ |
| Num          | Coureur                 | Pos          |
| 21           | Maral-Erdene Batmunkh   | 89e          |
| 22           | Enkhtaivan Bolor-Erdene | AB-3         |
| 23           | Myagmarsuren Baasankhuu | 61e          |
| 24           | Amartuvshin Battsengel  | AB-4         |
| 25           | Bold Iderbold           | HD-4         |
| 26           | Bilguunjargal Erdenebat | 46e          |
| 27           | Temuulen Khadbaatar     | 85e          |

| Thaïlande THA | Thaïlande THA            | Thaïlande THA |
| ------------- | ------------------------ | ------------- |
| Num           | Coureur                  | Pos           |
| 31            | Navuti Liphongyu         | AB-6          |
| 32            | Noppachai Klahan         | 98e           |
| 33            | Peerapol Chawchiangkwang | 100e          |
| 34            | Tullatorn Sosalam        | AB-4          |
| 35            | Ratchanon Yaowarat       | AB-4          |
| 36            | Sarawut Sirironnachai    | 79e           |
| 37            | Thanakhan Chaiyasombat   | AB-4          |

| Bolton Equities Black Spoke Pro Cycling BEB | Bolton Equities Black Spoke Pro Cycling BEB | Bolton Equities Black Spoke Pro Cycling BEB |
| ------------------------------------------- | ------------------------------------------- | ------------------------------------------- |
| Num                                         | Coureur                                     | Pos                                         |
| 41                                          | James Oram (NZL) (route)                    | 18e                                         |
| 42                                          | Paul Wright (NZL)                           | 41e                                         |
| 43                                          | Ryan Christensen (NZL)                      | 45e                                         |
| 44                                          | Luke Mudgway (NZL)                          | 34e                                         |
| 45                                          | Josh Kench (NZL)                            | 9e                                          |
| 46                                          | Logan Currie (NZL)                          | NP-8                                        |
| 47                                          | Josh Burnett (NZL)                          | 19e                                         |

| Burgos-BH BBH | Burgos-BH BBH                     | Burgos-BH BBH |
| ------------- | --------------------------------- | ------------- |
| Num           | Coureur                           | Pos           |
| 51            | Andrés Camilo Ardila (COL)        | 54e           |
| 52            | Miguel Ángel Fernández Ruiz (ESP) | AB-7          |
| 53            | Ángel Fuentes (ESP)               | 53e           |
| 54            | Mario Aparicio (ESP)              | 6e            |
| 55            | Eric Fagúndez (URU)               | 2e            |
| 56            | Rodrigo Álvarez (ESP)             | 56e           |
| 57            | Antonio Angulo (ESP)              | 93e           |

| Team Corratec-Selle Italia COR | Team Corratec-Selle Italia COR | Team Corratec-Selle Italia COR |
| ------------------------------ | ------------------------------ | ------------------------------ |
| Num                            | Coureur                        | Pos                            |
| 61                             | Stefano Gandin (ITA)           | 42e                            |
| 62                             | Davide Baldaccini (ITA)        | 3e                             |
| 63                             | Samuele Zambelli (ITA)         | 62e                            |
| 64                             | Lorenzo Quartucci (ITA)        | 48e                            |
| 65                             | Marco Murgano (ITA)            | 4e                             |
| 66                             | Nicolas Dalla Valle (ITA)      | 44e                            |
| 67                             | Attilio Viviani (ITA)          | 32e                            |

| Euskaltel-Euskadi EUS | Euskaltel-Euskadi EUS          | Euskaltel-Euskadi EUS |
| --------------------- | ------------------------------ | --------------------- |
| Num                   | Coureur                        | Pos                   |
| 71                    | Antonio Jesús Soto (ESP)       | 24e                   |
| 72                    | Andoni López de Abetxuko (ESP) | 35e                   |
| 73                    | Asier Etxeberria (ESP)         | 66e                   |
| 74                    | Joan Bou (ESP)                 | 11e                   |
| 75                    | Ibai Azurmendi (ESP)           | 17e                   |
| 76                    | Peio Goikoetxea (ESP)          | AB-5                  |
| 77                    | Iker Ballarin (ESP)            | 55e                   |

| Green Project-Bardiani CSF-Faizanè BCF | Green Project-Bardiani CSF-Faizanè BCF | Green Project-Bardiani CSF-Faizanè BCF |
| -------------------------------------- | -------------------------------------- | -------------------------------------- |
| Num                                    | Coureur                                | Pos                                    |
| 81                                     | Henok Mulubrhan (ERI) (route)          | 1er                                    |
| 82                                     | Riccardo Lucca (ITA)                   | 16e                                    |
| 83                                     | Luca Colnaghi (ITA)                    | AB-6                                   |
| 84                                     | Alessio Nieri (ITA)                    | 20e                                    |
| 85                                     | Alessandro Santaromita (ITA)           | NP-6                                   |
| 86                                     | Manuele Tarozzi (ITA)                  | 27e                                    |
| 87                                     | Enrico Zanoncello (ITA)                | 28e                                    |

| À Bloc CT ABC | À Bloc CT ABC             | À Bloc CT ABC |
| ------------- | ------------------------- | ------------- |
| Num           | Coureur                   | Pos           |
| 91            | Jelle Johannink (NED)     | 65e           |
| 92            | Lars Loohuis (NED)        | 78e           |
| 93            | Martijn Rasenberg (NED)   | 50e           |
| 94            | Martin Pluto (LAT)        | NP-4          |
| 95            | Nils Sinschek (NED)       | 29e           |
| 96            | Meindert Weulink (NED)    | 51e           |
| 97            | Frank van den Broek (NED) | 52e           |

| Bodywrap LTwoo Cycling Team BDR | Bodywrap LTwoo Cycling Team BDR | Bodywrap LTwoo Cycling Team BDR |
| ------------------------------- | ------------------------------- | ------------------------------- |
| Num                             | Coureur                         | Pos                             |
| 101                             | Wang Kuicheng (CHN)             | 43e                             |
| 102                             | Niu Gaoshang (CHN)              | 94e                             |
| 104                             | Ma Hongao (CHN)                 | AB-2                            |
| 105                             | Fàn Yihua (CHN)                 | AB-8                            |
| 106                             | Lü Zeyao (CHN)                  | 104e                            |
| 107                             | Fu Zhèngháo (CHN)               | AB-5                            |

| 7 Eleven Cliqq-air21 by Roadbike Philippines 7RP | 7 Eleven Cliqq-air21 by Roadbike Philippines 7RP | 7 Eleven Cliqq-air21 by Roadbike Philippines 7RP |
| ------------------------------------------------ | ------------------------------------------------ | ------------------------------------------------ |
| Num                                              | Coureur                                          | Pos                                              |
| 111                                              | Marcelo Felipe (PHI)                             | AB-6                                             |
| 112                                              | Ryan Tugawin (PHI)                               | AB-3                                             |
| 113                                              | Ismael Grospe (PHI)                              | AB-5                                             |
| 114                                              | Nichol Blanca Pareja (PHI)                       | AB-6                                             |
| 115                                              | Ivan Sembrano (PHI)                              | AB-3                                             |
| 116                                              | Joshua Pascual (PHI)                             | 102e                                             |
| 117                                              | Jude Gabriel Francisco (PHI)                     | AB-3                                             |

| Li Ning Star LNS | Li Ning Star LNS    | Li Ning Star LNS |
| ---------------- | ------------------- | ---------------- |
| Num              | Coureur             | Pos              |
| 121              | Niu Yikui (CHN)     | 84e              |
| 122              | Zhi Hui Jiang (CHN) | AB-5             |
| 123              | Aleksey Shnyrko     | 86e              |
| 124              | Shao Junqi (CHN)    | 30e              |
| 125              | Roniel Campos (VEN) | 12e              |
| 126              | Li Luhao (CHN)      | 97e              |
| 127              | Bai Lijun (CHN)     | 74e              |

| Nusantara Cycling Team NCT | Nusantara Cycling Team NCT | Nusantara Cycling Team NCT |
| -------------------------- | -------------------------- | -------------------------- |
| Num                        | Coureur                    | Pos                        |
| 131                        | Nur Prasetyo Firdaus (INA) | AB-2                       |
| 132                        | Adrian Sevadil (INA)       | AB-3                       |
| 133                        | Hossein Alizadeh (IRI)     | NP-6                       |
| 134                        | Woro Fitrianto (INA)       | HD-4                       |
| 135                        | Muhammad Ridwan (INA)      | 103e                       |
| 136                        | Imam Arifin (INA)          | 95e                        |
| 137                        | Muhamad Herlangga (INA)    | AB-4                       |

| Shandong Green Orange Continental Team SGO | Shandong Green Orange Continental Team SGO | Shandong Green Orange Continental Team SGO |
| ------------------------------------------ | ------------------------------------------ | ------------------------------------------ |
| Num                                        | Coureur                                    | Pos                                        |
| 141                                        | Shi Pengyang (CHN)                         | HD-4                                       |
| 142                                        | Sun Míngchēn (CHN)                         | 90e                                        |
| 143                                        | Bao Wangqiang (CHN)                        | HD-4                                       |
| 144                                        | Miao Chengshuo (CHN)                       | DQ-3                                       |
| 145                                        | Han Jiajun (CHN)                           | 92e                                        |
| 146                                        | Jiang He (CHN)                             | 75e                                        |
| 147                                        | Sun Kai (CHN)                              | AB-5                                       |

| Shenzhen Xidesheng XDS | Shenzhen Xidesheng XDS       | Shenzhen Xidesheng XDS |
| ---------------------- | ---------------------------- | ---------------------- |
| Num                    | Coureur                      | Pos                    |
| 151                    | Li Yuheng (CHN)              | 37e                    |
| 152                    | Hannes Bergström Frisk (SWE) | AB-4                   |
| 153                    | Li Xi (CHN)                  | 99e                    |
| 154                    | Liu Jinchun (CHN)            | 57e                    |
| 155                    | Erik Bergström Frisk (SWE)   | 77e                    |
| 156                    | Zhang Ruibiao (CHN)          | 91e                    |
| 157                    | Zhao Chenli (CHN)            | DQ-3                   |

| St George Continental Cycling Team STG | St George Continental Cycling Team STG | St George Continental Cycling Team STG |
| -------------------------------------- | -------------------------------------- | -------------------------------------- |
| Num                                    | Coureur                                | Pos                                    |
| 161                                    | Jack Aitken (AUS)                      | 38e                                    |
| 162                                    | William Cooper (AUS)                   | AB-7                                   |
| 163                                    | Riley Fleming (AUS)                    | 76e                                    |
| 164                                    | Cameron Ivory (AUS)                    | 80e                                    |
| 165                                    | Connor Reardon (AUS)                   | 88e                                    |
| 166                                    | Matthew Rice (AUS)                     | 96e                                    |
| 167                                    | Dylan Sunderland (AUS)                 | AB-8                                   |

| Tarteletto-Isorex TIS | Tarteletto-Isorex TIS   | Tarteletto-Isorex TIS |
| --------------------- | ----------------------- | --------------------- |
| Num                   | Coureur                 | Pos                   |
| 171                   | Gianni Marchand (BEL)   | 33e                   |
| 172                   | Timothy Dupont (BEL)    | 58e                   |
| 173                   | Torsten Demeyere (BEL)  | 87e                   |
| 174                   | Bo Godart (BEL)         | 60e                   |
| 175                   | Jacob Relaes (BEL)      | 23e                   |
| 176                   | Mauro Verwilt (BEL)     | 40e                   |
| 177                   | Maxime De Poorter (BEL) | 83e                   |

| Team Coop-Repsol TCR | Team Coop-Repsol TCR              | Team Coop-Repsol TCR |
| -------------------- | --------------------------------- | -------------------- |
| Num                  | Coureur                           | Pos                  |
| 181                  | Eirik Lunder (NOR)                | 67e                  |
| 182                  | Johan Ravnøy (NOR)                | 73e                  |
| 183                  | André Drege (NOR)                 | 25e                  |
| 184                  | Kalle Kvam (NOR)                  | 64e                  |
| 185                  | Anton Stensby (NOR)               | 31e                  |
| 186                  | Cedrik Bakke Christophersen (NOR) | 7e                   |
| 187                  | Magnus Wæhre (NOR)                | 8e                   |

| Medellín-EPM MED | Medellín-EPM MED     | Medellín-EPM MED |
| ---------------- | -------------------- | ---------------- |
| Num              | Coureur              | Pos              |
| 191              | Óscar Sevilla (ESP)  | 10e              |
| 192              | Fabio Duarte (COL)   | 39e              |
| 193              | Aldemar Reyes (COL)  | 26e              |
| 194              | Yeison Reyes (COL)   | NP-7             |
| 195              | Wilmar Paredes (COL) | 15e              |
| 196              | Danny Osorio (COL)   | 47e              |
| 197              | Víctor Ocampo (COL)  | 59e              |

| The Hurricane & Thunder Cycling Team THT | The Hurricane & Thunder Cycling Team THT | The Hurricane & Thunder Cycling Team THT |
| ---------------------------------------- | ---------------------------------------- | ---------------------------------------- |
| Num                                      | Coureur                                  | Pos                                      |
| 202                                      | Li Jinsong (CHN)                         | 70e                                      |
| 203                                      | Li Yanze (CHN)                           | 71e                                      |
| 204                                      | Pan Yourui (CHN)                         | 101e                                     |
| 205                                      | Liu Aolin (CHN)                          | AB-4                                     |
| 206                                      | Chen Xuan Ye (TPE)                       | AB-5                                     |
| 207                                      | Yucheng Huang (TPE)                      | AB-4                                     |

| Tianyoude Hotel Cycling Team TYD | Tianyoude Hotel Cycling Team TYD | Tianyoude Hotel Cycling Team TYD |
| -------------------------------- | -------------------------------- | -------------------------------- |
| Num                              | Coureur                          | Pos                              |
| 211                              | Zhang Zhishan (CHN)              | 49e                              |
| 212                              | Jiancai Wang (CHN)               | 68e                              |
| 213                              | Li Zisen (CHN)                   | 81e                              |
| 214                              | Yecid Sierra (COL)               | 21e                              |
| 215                              | Saeid Safarzadeh (IRI)           | 13e                              |
| 216                              | Yeisson Quetama (COL)            | 69e                              |
| 217                              | Zhu Pengwu (CHN)                 | AB-5                             |